# Robert Van De Wever
Robert Van De Wever (ur. 9 listopada 1945 w Wilrijk) – belgijski judoka. Olimpijczyk z Monachium 1972, gdzie zajął osiemnaste miejsce w wadze półśredniej.
Brał udział w mistrzostwach świata w 1971 roku. Uczestnik zawodów krajowych.

## Letnie Igrzyska Olimpijskie 1972
| Konkurencja | Rundy eliminacyjne        | Klas. końcowa |
| Konkurencja | 1/32                      | Miejsce       |
| ----------- | ------------------------- | ------------- |
| 70 kg       | Douglas Churchill (AUS) P | 18.           |